# Marthã
Martan, właśc. Marthã Fernando Gonçalves Pimenta (ur. 20 czerwca 1997 w São Paulo) – brazylijski piłkarz, grający na pozycji ofensywnego pomocnika.

## Kariera piłkarska

### Kariera klubowa
Wychowanek klubów São Paulo FC, Desportivo Brasil, SE Palmeiras i AA Ponte Preta. W 2015 rozpoczął karierę piłkarską w barwach Desportivo Brasil. 21 lipca 2018 podpisał kontrakt z FK Lwów. 17 stycznia 2020 przeszedł do Ceará SC.